# Ribière (Vienne)
Die Ribière ist ein Fluss in Frankreich, der in der Region Nouvelle-Aquitaine verläuft. Sie entspringt an der Gemeindegrenze von Viam und Tarnac, am Plateau de Millevaches, entwässert anfangs Richtung Südwest, dreht dann auf Nordwest, durchquert den Regionalen Naturpark Millevaches en Limousin und mündet nach rund 20 Kilometern im Gemeindegebiet von Eymoutiers als linker Nebenfluss in die Vienne. Auf ihrem Weg berührt die Ribière die Départements
Corrèze und Haute-Vienne. Auf dem Großteil seines Weges wird der Fluss von der Bahnstrecke Le Palais–Eygurande-Merlines begleitet.

## Bezeichnung des Flusses
Der Fluss ändert – in Abhängigkeit von den passierten Orten – in seinem Verlauf mehrfach seinen Namen:
- Ruisseau de Tronchet im Oberlauf,
- Ruisseau de la Celle im Mittelteil und
- Ruisseau de la Ribière im Unterlauf.

## Orte am Fluss
(Reihenfolge in Fließrichtung)
- Bezeau, Gemeinde Viam
- Le Haut Tronchet, Gemeinde Viam
- Le Bas Tronchet, Gemeinde Viam
- Les Égliseaux, Gemeinde Viam
- Lacelle
- Plafeix, Gemeinde L’Église-aux-Bois
- Plainartige, Gemeinde Nedde
- La Ribière, Gemeinde Nedde
- Charneillat, Gemeinde Eymoutiers